# ارلنمووس
ارلنمووس (به آلمانی: Erlenmoos) یک شهر در آلمان است که در Biberach واقع شده‌است. ارلنمووس ۱٬۶۶۸ نفر جمعیت دارد.